# Donji Macelj
Donji Macelj falu Horvátországban Krapina-Zagorje megyében. Közigazgatásilag Đurmanechez tartozik.

## Fekvése
Krapinától 8 km-re északnyugatra, községközpontjától 4 km-re északra a Zagorje területén egy völgyben, a szlovén határ közelében fekszik. Területének döntő részét erdő borítja. Itt vezet át az A2-es autópálya.

## Története
A falunak 1857-ben 457, 1910-ben 617 lakosa volt. Trianonig Varasd vármegye Krapinai járásához tartozott. 
1945 májusában a macelji erdőben Tito partizánjai több mint ezer fogságba esett horvát katonát és civilt, köztük 21 papot végeztek ki. Az itt történteket az 1990-es évekig mély hallgatás övezte, a szörnyűségek feltárása a független horvát állam megalakulása után indult meg. Végül 1163 áldozat maradványait sikerült feltárni. 2001-ben a falunak 558 lakosa volt.

## Nevezetességei
Az autópálya mellett álló Jézus Kínszenvedése-kápolna az itt kivégzett áldozatok emlékére épült. Közelében áll az áldozatok emlékműve.